# Pic Paradis
Pic Paradis is een berg in Sint-Maarten, Frankrijk.
Pic Paradis geldt als het hoogste punt van het gehele eiland, inclusief het Nederlandse deel.
De top kan worden beklommen, en de weg er naar toe is steil. De top zelf kan worden bereikt middels drie verschillende paden.